# Distrito de Lunahuaná
El distrito de Lunahuaná es uno de los dieciséis que conforman la provincia de Cañete, ubicada en el departamento de Lima en el Perú.
Dentro de la división eclesiástica de la Iglesia católica del Perú, pertenece a la prelatura de Yauyos

## Historia

### Época incaica
El avanzar de los incas era muy fuerte de la sierra a la costa, la cual iban conquistando. Pero en el actual Cañete se establecía el Señorío de Los Huarcos, quienes se resistían a la conquista inca. Túpac Yupanqui mandó a construir en la actual Lunahuaná su cuartel general, el Inkawasi.

### Distrito
El distrito de Lunahuaná fue creado en época de la independencia mediante Decreto Supremo del 4 de agosto de 1821, por el Libertador José de San Martín. Se inicia a la vida republicana con otros ocho distritos de la Provincia de Cañete que incluía además Chilca, Mala, San Vicente, Pacarán, Chincha Alta, Chincha Baja y Coayllo.
Su capital, Lunahuaná, denominada desde la independencia como «La Villa de Lunahuaná» fue declarada en 1994 capital turística y cultural de la provincia de Cañete.

## Toponimia
El nombre tiene procedencia quechua. Hay especulación sobre los términos que componen el topónimo, pero las investigaciones de Cerrón Palomino sugieren que viene de una forma original *runa wana-y que significaría 'lugar donde escasea la gente' o equivalentemente 'lugar desprovisto de gente'. El topónimo lleva luna, puesto que el cambio de r > l era propio del antiguo dialecto quechua de la costa centro-sureña del país, siendo entonces equivalente en significado de runa 'gente' en los dialectos del sur. Después, explica que la raíz verbal wana- tiene el significado secundario de 'padecer necesidad de algo' (como escribe González Holguín en su Vocabulario) y el sufijo final -y procede de un sufijo aimara antiguo en desuso que significó 'lugar donde acontece X cosa'. La -y final fue eliminada cuando el topónimo pasó al español.
Esta interpretación rechaza la del Inca Garcilaso donde el topónimo originalmente hubiese sido *runa wana-q, que tendría el significado de 'el que hace escarmentar [castigar] la gente', tomando el significado primario de la raíz wana- 'escarmentar, castigar a alguien por haber cometido una falta' y el sufijo nominalizador -q 'el que hace X acción'. Cerrón Palomino defiende su hipótesis puesto que el sufijo -q, escrito como <-c> en la época colonial, nunca resultó en una pronunciación aguda; p. ej., nunca se escribió *<Pachacamá> a partir de Pachacamac. Sin embargo, muchos otros lugares que tenían el sufijo -y sí resultaron en una pronunciación aguda en español: <Matará> de Mataray y <Huaytará> de Waytaray.

## División administrativa
Hoy en día el distrito de Lunahuaná está conformado por 11 anexos, unos de ellos en el verbo Quechua. La vamos a enumerar de la parte noreste y culminaremos en la parte Este:

### Anexo de Ramadilla
Ramadilla es un pueblo muy pequeño que se encuentra a la margen derecha del río. Su potencial económico está basado en la agricultura. Cuenta con una linda capilla que se puede ver desde el otro lado de la carretera hacía Lunahuaná. Pues en este pueblito se celebran diferentes actividades religiosas. También se puede apreciar distintas bodegas de vino y cachina.

### Anexo de Con-Con
También se encuentra a la margen derecha del río, en él podemos apreciar sus ruinas arqueológicas de la era preinca. Su población es pequeña se tienen actividades religiosas y su mayor ingreso económico es a través de la agricultura y a la caza de camarones, se cultiva diversos tipos de frutas como el pacae, manzana israel, guanábana, granada, pepino, níspero, uva y además se producen licores como cachina de primera calidad y el pisco.
Asimismo su clima es seco, templado y cálido, y su ingreso es por el distrito de San Vicente, por el C.P. Herbay Alto, cruzando por C.P.M. San Juan, pasando el C.P.M. Espíritu Santo de Palo y continuando por el C.P.M. San Carlos y luego subiendo hacia el cerro y luego llegando a una Cruz Verde para luego bajar y llegar al anexo Con Con.
Los anexos de Ramadilla y Con-Con se encuentran ubicados al otro lado del valle de Cañete en el km 12 aprox. de la Carretera Imperial-Lunahuaná

### Anexo de Lúcumo
Se encuentra al extremo izquierdo del río, por el desvío a la izquierda antes del puente Socsi, camino a Lunahuaná, En él, podemos apreciar su capilla, que tiene como patrona a la Virgen de la Asunción y las más renombradas bodega vinícolas: «Nolasco», de propiedad de Hipólito Nolasco Luyo y Jorge Nolasco Mendiburo, y «Victoria de los Sánchez», de propiedad de Francisco Sánchez Presentación, tierras apropiadas para la producción de uvas quebranta, borgoña, moscatel y uvina. Ideales para los más exquisitos piscos de los que se prepara un buen pisco sour. Se encuentra ubicado en el oeste de la ciudad de Lunahuaná y a una distancia de 13 km de la misma.

### Anexo de Socsi
Este anexo se encuentra al pie de la carretera y es el único puente que hay en toda la carretera a Lunahuana donde se cambia de posición mirando al río, cuando se cruza el puente Socsi la carretera va al margen derecho. En ella vemos la construcción del único puente turístico, también hay diferentes actividades religiosas en su pequeña capilla que tiene como patrón a san Martín de Porres (su fiesta es en noviembre de todos los años) y se encuentra a 10 km del distrito de Lunahuaná. Se encuentra ubicado en el km 27 de la carretera Imperial-Lunahuaná.

### Anexo de Paullo
En el pueblo de Paullo podemos apreciar las ruinas arqueológicas de Incahuasi. Su viceparroquia tiene como patrón a san José. Se encuentra a 8 km de Lunahuaná y ubicado en el km 31 de la carretera Imperial-Yauyos.
El sitio arqueológico de Incahuasi que se encuentran en este pueblo está en el km 24 de la quebrada de San Agustín.
Históricamente se calcula que dicho complejo, fue construido en los tiempos del gobierno del inca Pachacuti, siendo ejecutada la obra por su hermano el general Cápac Yupanqui.
San Agustín es un caserío que pertenece al anexo de Paullo donde viven pocas familias. La atracción de este caserío es el hermoso pino que puede verse desde muy lejos. Además se puede conocer la bodega de pisco Zapata, donde se puede apreciar las formas como se obtiene el pisco. En este anexo de Paullo, podemos encontrar el lujoso restaurante campestre "Refugio de Santiago", donde podrá disfrutar platos típicos y del extranjero.
Finalmente por la noche, tiene la opción de pasear por el bulevar de Paullo.

### Anexo de San Jerónimo
El pueblo de San Jerónimo lleva el nombre de su patrón, san Jerónimo, y su fiesta se celebra la última semana de septiembre. San Jerónimo es el anexo al igual que Condoray los más grandes del distrito.
Cada 12 de diciembre se celebra la fiesta de la “Virgen de Guadalupe”, que tuvo su aparición en el año de 1531 a un indígena llamado Juan Diego, en el Cerro del Tepeyac en México, que quiso mostrar su amor quedándose grabada en el manto de Juan Diego. Es por todo ello que este pueblo le celebra una fiesta con mucho amor. Este anexo se encuentra ubicado en el km 35 de la carretera Imperial - Lunahuaná.
En este anexo podemos apreciar la variedad de frutos como ciruelas, nísperos, guanábanas, uvas, granadas, pacaes. También en la gastronomía encontramos la rica sopa seca, el cau cau, camarones al jugo, al ajo, en chicharrón o en chupe.
Para tomar hay el pisco, vinos y una variedad de macerados y con respecto a los deportes de aventura, tenemos el canotaje y escala en palestra.
Además este anexo cuenta con los mejores establecimientos de deporte de aventura: con el recién estrenado Canopi que consiste en pasar por una orolla sobre el río, este deporte se ha vuelto tan famoso que cada vez más turistas lo practican.

### Anexo de Langla
Según Valera, por 1640 en Lunahuaná existían los ayllus o parcialidades entre ellos estaba el ayllu de Langra que derivaría en Langla (Salvo). Es un lugar en donde se celebra la fiesta del Sagrado Corazón de Jesús, el tercer domingo del mes de junio, patrón del anexo. Es un pueblo apacible, que se encuentra ubicado al pie de la pista en el km 35 de la carretera Imperial-Lunahuaná. Es también donde se cosechan los más dulces nísperos de la zona. Cuna del artista visual y profesor Víctor Salvo (Jesús Víctor Salvador Portuguez), barrio cuna de varias bandas musicales con su maestro y creador, Justo Salvador Vicente, Banda Santa Cecilia de Langla y Centro Musical Langla.
Las fiestas más grandes son la festividad del 6 de enero (Pascua del Niño de los Tres Reyes) con tres días de fiesta y presentación de las pallas de Langla con atuendos típicos, arpista y flautista; en el mes de mayo: bajada y celebración de la Cruz del Dos de Mayo; en junio, bajada y celebración de la y la Cruz de Buena Vista; el tercer domingo de junio, el Patrón Sagrado Corazón de Jesús (víspera y día); el último domingo de noviembre, Santa Cecilia, patrona de las bandas musicales; primer domingo de diciembre: San Martín de Porres (víspera y día); el 25 de diciembre, Natividad del Niño Jesús, Pallas y tres días de fiesta.

### Anexo de Jita
Es un pueblito que limita con Lunahuaná a la parte este y tiene como patrona a la "Virgen del Perpetuo Socorro”. Se encuentra ubicado en el km 37.5 de la carretera Imperial - Lunahuaná.
En este anexo podemos apreciar bodegas vinícolas y sedes campestres. Además de la fiesta de la “Virgen del Perpetuo Socorro”, podemos asistir a las diferentes actividades religiosas como:
- 1 de mayo: Los caballeros de la Beatita Melchorita celebran a su patrona la Beatita Melchorita Saravia, fecha en la que se realiza el concurso de piscos artesanales, la guanábana más grande y platos típicos. Se presentan artistas destacados y se realiza la popular quema del castillo.

- 16 de agosto: Se celebra la festividad de San Roque, organizada por sus socios, se realiza una misa, procesión y luego se degustan platos típicos y la bebida del lugar la cachina.

- 28 de enero: Se celebra la festividad de la Cruz Protectora de los Huaicos, a la cual concurren cientos de vecinos y turistas, donde se presentan grandes orquestas, y se realiza la bajada de la Cruz de las pampas de Jita, con una misa, procesión y elevación de la cruz.

### Anexo de Condoray
Es un pueblo, que también limita con Lunahuaná por la parte Este. Allí se encuentran las bodegas vinícolas, cuentan los vecinos de la zona que anteriormente ese lugar era una pampa donde llegaban muchas aves, pero la que más predominó fue el Cóndor, de allí proviene el nombre de “Condoray” el cual hasta la actualidad permanece.
Condoray, es el único anexo que no tiene capilla, pero cuenta con diferentes actividades religiosas, algunas de ellas son, la fiesta de “San Juan Bautista”, la de la “Inmaculada Concepción”, la del “Niño Jesús” "San Martín de Porres" cuenta con tres (03) equipos de fútbol de renombre "Sport Buenos Aires" "Atlético Condoray" Y "Juventud Condoray", cuenta con lujosos Hoteles 5 estrellas las mejores Bodegas y otras más. Se encuentra ubicado en el km. 41 de la carretera de Imperial a Lunahuaná.

### Anexo de Uchupampa
Tiene muchos atractivos turísticos como la Casa Encantada, así como diversos hoteles, entre los que destaca el Embassy, el más grande de Lunahuaná con tres estrellas.
La etimología de su nombre es uchu 'ají' y pampa 'extensión de tierra', es decir, su nombre significa 'tierra donde se cultiva ají'. Hoy en día, tiene como templo el del Sagrado Corazón de Jesús en Uchupampa Alta y el templo de la Virgen del Perpetuo Socorro en Uchupampa baja veneradas en su festividad patronal el primer domingo de julio de todos los años con actividades religiosas, culturales y gastronómicas. Cuenta con las siguientes bodegas la antigua Bodega Rivadeneira y la Bodega Mi Rosedal donde se degusta todos los vinos del lugar y el pisco.

### Anexo de Catapalla
Majestuoso y precioso lugar que significa "Cata", mujer y "Palla", bella, pues decía el fundador de este pueblo que las mujeres más bellas se encontraban en este pueblo. Catapalla fue fundado el año de 1935 por Gumercindo González del Valle. Quiso tener un pueblito frente a su bodega vitivinícola. Es así que se van construyendo casas a su contorno. Se encuentra ubicado en el km 45 de la carretera Imperial - Yauyos.
Hoy en día, tiene una capilla con un impresionante campanario colonial, pues también se celebran fiestas religiosas como la Fiesta de la Cruz, San Pedro, San Martín de Porres y otros más. Este anexo cuenta con 3 sitios arqueológicos: Cantagallo o Suero, Mayorasco y La Rinconada
En Catapalla se podrá apreciar un puente colgante, construido debido a que la gente del lugar le era difícil poder llevar sus frutas al mercado de Cañete y Lima. De esta manera la Municipalidad de Lunahuaná con ayuda del Municipio de Pacarán se vieron con la obligación de construir este puente colgante que aproximadamente tiene 102 años de antigüedad, hecho en base de maderos, fierro y alambres gruesos. Tiene de largo 30 m por 2 de ancho.
Actualmente cuentan con un puente de concreto, para el uso vehicular, lo cual abrió las puertas al progreso.
Los apellidos nativos de este anexo son: Cuzcano, Rivera, Luyo, Borjas, entre otros.

## Clima
Lunahuaná tiene un clima muy templado. Se puede gozar del sol durante todas las estaciones del año y su clima es seco. La temperatura media anual es de 21 °C aproximadamente. Asimismo se puede observar que en la época invernal llega a descender a los 14 °C durante la noche, mientras que en el verano la temperatura máxima llega a alcanzar los 32 °C. Se recomienda ir con ropa fresca.

## Autoridades

### Municipales
- 2019 - 2022[3]
  - Alcalde: Noé Benito Salazar Villarroel, de Fuerza Regional.
  - Regidores:

  1. Carlos Raúl Sánchez Romero (Fuerza Regional)
  2. Juan Percy Rojas Alcalá (Fuerza Regional)
  3. Ysabel Luyo Quispe (Fuerza Regional)
  4. Silvia Vanessa Sánchez de la Cruz (Fuerza Regional)
  5. Javier Nemesio Moreno Iparraguirre (Patria Joven)

Alcaldes anteriores
- 2015 - 2018:[4] Félix Francisco Vicente Villalobos, Partido Alianza para el Progreso (APP).
- 2011 - 2014:[5] Luis Alberto Conislla Jara, Movimiento Fuerza 2011 (K).
- 2007 - 2010:[6] Ovidio Espinoza Escajadillo, Movimiento Patria Joven.
- 2003 - 2006: Elzabeth Canales Aybar, Alianza electoral Unidad Nacional.
- 1999 - 2002: Javier Jesús Alvarado Gonzales del Valle, Movimiento independiente Somos Perú.
- 1996 - 1998: Manuel Sánchez Jara, Lista independiente N° 11 Somos Cañete 95.
- 1993 - 1995: Daniel De la Cruz Basurto, Partido Acción Popular.
- 1990 - 1992: Daniel De la Cruz Basurto, PREDEMO.
- 1987 - 1989: Epifanio Lira Oré, Partido Aprista Peruano.
- 1984 - 1986: Isidoro M. Castro Capurro, Partido Aprista Peruano.
- 1981 - 1983: Manuel Natividad Sánchez Mateo, Partido Acción Popular.

### Policiales
- Comisaría de Lunahuaná
  - Comisario: Mayor PNP Darío Humberto Falcón Gutiérrez.[7]

## Educación

### Instituciones educativas
- IE

MARISCAL BENAVIDES
- San Jerónimo - 20154

Nivel primario - secundario

## Economía local
Más de un 60 % de la población del distrito de Lunahuaná se dedica a la agricultura. Entre los cultivos de la zona destacan diversos árboles frutales como el níspero, el granado, la guanábana, el ciruelo, el pacae, el manzano, la vid y el palto.
Además, debido al gran potencial turístico con el que cuenta el valle de Lunahuaná, sus pobladores en los últimos años vienen explotando en forma extraordinaria su paisaje, comida, vinos y piscos, zonas arqueológicas. Habiendo crecido en forma exorbitante su infraestructura hotelera.

## Cultura
Aquí se ubica la sede de la Universidad Nacional José Faustino Sánchez Carrión, donde se ofrecen carreras profesionales como Agronomía, turismo e Industrias Alimentarias.

## Religión
Se ubica dentro de la división eclesiástica de la Iglesia Católica del Perú, pertenece a la Prelatura de Yauyos
- Prelatura de Yauyos[8]
  - Obispo Prelado: Mons. Ricardo García García.
- Parroquia Santiago Apóstol[9]
  - Párroco: Pbro. Julio Ávalos Ruiz
  - Vicario parroquial: Pbro. Pedro Rojas Huaraca.

## Turismo
Es el distrito con más flujo turístico de Cañete. Se ha convertido en el centro de práctica de deportes de aventura en el río Cañete, (canotaje, ala delta y otros), así como su gastronomía, pisco de uvina único de origen, y por diversos pueblitos (Anexos), caracterizados por su excelente geografía.

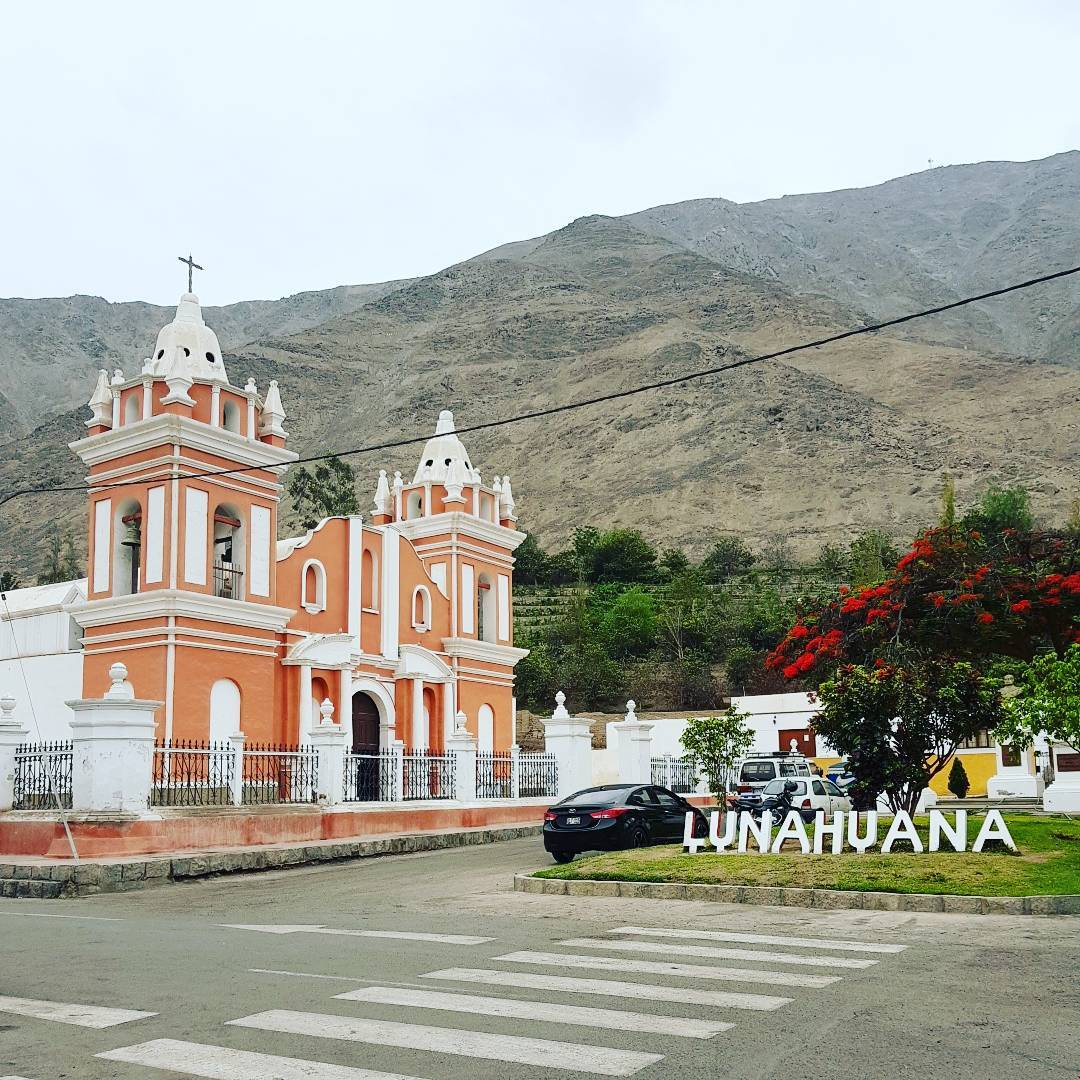
Plaza de lunahuna

En marzo se celebra el Festival de la Uva, el Vino, el canotaje y el Festival de Deportes de Aventura, y en octubre el Festival del Níspero. Su patrón es Santiago Apóstol.

### Atractivos turísticos

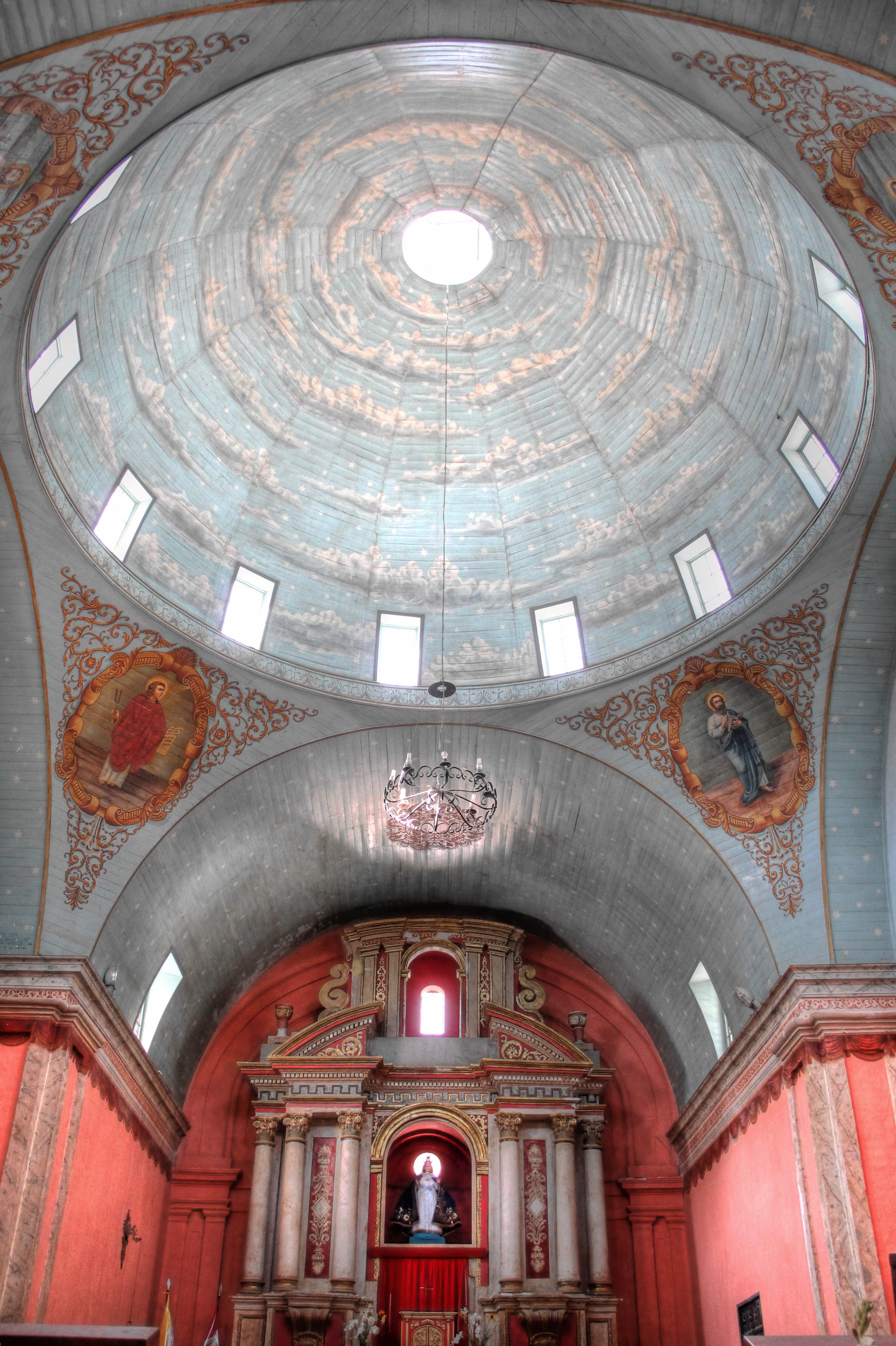
Cúpula y altar de Iglesia Matriz Santiago Apóstol.

- Complejo Arqueológico de Incahuasi: Complejo incaico construido alrededor de 1438 en el reinado del Inca Pachacutec. Uno de los patrimonios arqueológicos más importantes del distrito. Se encuentra ubicado en el anexo de Paullo, a 15 minutos de Lunahuaná camino a Cañete.
- Restos Arqueológicos de Suero y Cantagallo: Ubicado en el anexo de Catapalla, a 15 minutos de Lunahuaná camino a Yauyos.
- Restos Arqueológicos de Condorillo : Ubicado en el anexo de Uchupampa, a 10 minutos de Lunahuaná camino a Yauyos.
- Restos Arqueológicos de Cansacaballo : Camino al cementerio de Lunahuaná, a 5 minutos de la Plaza de Armas.
- Restos Arqueológicos de Ramadilla: Ubicado en el anexo de Ramadilla, a 20 minutos de Lunahuaná camino a Cañete.
- Restos Arqueológicos de "Con - Con:Ubicado en el anexo de Con-Con, a 20 minutos de Lunahuaná camino a Cañete.
- Plaza de Armas: De estructura colonial, esta plaza resalta por su sencillez. Se destacan en ella diversos bustos de héroes nacionales.
- Iglesia Matriz Santiago Apóstol :La construcción de esta iglesia data del siglo XVII siendo finalizada en 1690. El altar mayor consta de tres cuerpos con sus respectivas imágenes. Ubicada en la Plaza de Armas, una de sus características principales es que su frontis no mira hacia la misma.
- Mirador :Desde él, se tiene una vista panorámica de la ciudad de Lunahuaná así como de gran parte del valle del río Cañete. Se encuentra ubicado en la parte alta de la Plaza de Armas a la altura de la delegación de Policía Nacional, a 5 minutos. Se accede a pie.
- Casa Encantada: Según los lugareños en ella ocurren una serie de acontecimientos paranormales. Se encuentra ubicada en el anexo de Uchupampa, camino a Catapalla, a 15 minutos de Lunahuaná camino a Yauyos.
- Puente Colgante de Catapalla: Construido en la década del sesenta con material noble y cables de acero, este puente tuvo un modelo anterior hecho con materiales artesanales que fue fácilmente arrasado en una de las crecidas del río Cañete. Está ubicado en el anexo de Catapalla, a 15 minutos de Lunahuaná camino a Yauyos.
- Antigua Bodega La Confianza: Esta antigua bodega de pisco ubicada en el anexo de Catapalla data de año 1908 con una fachada de arco colonial, actualmente convertida en un hotel boutique y uno de los mejores restaurantes de Lunahuaná. Más información en www.laconfianza.com.pe
- Bodegas Vitivinícolas: Lunahuaná tiene una tradición vitivinícola de mucha importancia, elaborando vinos con una gran variedad de uvas. Su pisco ha sido tres veces campeón en el Concurso Nacional.[cita requerida]